# فنجاني فاكلياني
فنجاني فاكلياني (الاسم العلمي: Peziza fuckeliana) هو نوع من الفطريات يتبع جنس الفنجاني من فصيلة الفنجانية.
سمي هذا النوع تكريماً لعالم الفطريات الألماني كارل فاكل (بالإنجليزية: Karl Wilhelm Gottlieb Leopold Fuckel)‏.